# Alexander Ferenc
Alexander Ferenc Gábor, Franz Alexander (Budapest, 1891. január 22. – Palm Springs, Kalifornia, 1964. március 8.) orvos, pszichiáter, egyetemi tanár, pszichoanalitikus, a pszichoszomatikus gyógyászat úttörője, a „chicagói iskola” megalapítója.

## Életpályája
Alexander Bernát és Brössler Regina fia. A göttingeni egyetemen folytatott orvosi tanulmányokat, s miután visszatért Budapestre, az elmebetegségek biokémiai vonatkozásaival, majd a klasszikus organikus szemléletbe nem illő esetekkel foglalkozott. 1919-től a Berlini Pszichoanalitikus Intézetben működött, illetve itt folytatott tanulmányokat. Mentora Karl Abraham volt. 1921. február 26-án Charlottenburgban feleségül vette a nála három évvel fiatalabb, trieszti születésű Venier Anna írónőt. Ezután az USA-ba távozott, s 1932-től a Chicagói Pszichoanalitikai Intézet igazgatója, 1956 és 1964 között a Mount Sinai Kórház (Los Angeles) Pszichiátriai és Pszichoanalitikai Kutatóintézetének igazgatója, 1957 és 1964 között pedig a Dél-Kaliforniai Egyetemen a klinikai pszichiátria egyetemi tanára volt. Szerepe volt a pszichoanalízis amerikai elterjesztésében. Irányzata a klasszikus pszichoanalízishez képest nagyobb hangsúlyt helyez a terápiás beavatkozás megvalósítására. Legismertebb munkái a pszichés zavaroknak a testi megbetegedésekben játszott szerepével, a pszichoszomatikus szemlélet kialakításával kapcsolatosak. Számos testi betegség pszichológiai dinamikáját próbálta feltárni.

## Főbb művei
- Fundamentals of psychoanalysis (New York, 1948);
- Studies in psychosomatic medicine (T. French-csel, New York, 1948);
- Psychosomatic medicine (New York, 1950);
- Psychoanalysis and psychotherapy (London, 1957);
- The history of psychiatry (S. T. Selesnickel-lel, New York, 1966).